# Juan de Mariana
Ne doit pas être confondu avec Juan de Mairena.
Juan de Mariana, né le 25 septembre 1536 à Talavera de la Reina (Espagne) et décédé le 17 février 1624 à Madrid, est un prêtre jésuite espagnol, qui eut une forte influence dans les polémiques religieuses du XVIe siècle, adepte des théories des monarchomaques et qui laissa d'abondants travaux dans le domaine historique et économique.

## Biographie
Il étudia à l'Université Complutense d'Alcalá de Henares puis entra en janvier 1554 à l'âge de 17 ans dans la Compagnie de Jésus.
En 1561, ses supérieurs ayant distingué ses talents, l'appellent à Rome pour enseigner la théologie. Il y reste quatre ans, ayant en particulier parmi ses étudiants le futur cardinal Robert Bellarmin.
Après un court séjour dans une maison jésuite en Sicile, il fut envoyé en 1569 à Paris pour occuper la chaire de théologie. Il s'y distingua, en particulier par ses commentaires sur les écrits de saint Thomas d'Aquin qui lui attirèrent des nombreuses auditeurs.
En 1574, en raison de sa santé défaillante, il eut la permission de retourner en Espagne. Il passa le reste de sa vie dans la Maison Jésuite de Tolède, où il eut une importante production littéraire.

## L'histoire de l'Espagne
L'œuvre majeure de Mariana, Historiae de rebus Hispaniae, fut publiée pour la première fois à Tolède en 1592; dix livres furent ajoutés en 1605, actualisant son travail jusqu'à l'accession au trône de Charles V en 1519. Cette édition reçut l'imprimatur du provincial en 1604. Enfin, avec un recensement des évènements intervenus ensuite, les auteurs complétèrent l'étude jusqu'à l'accession de Philippe IV en 1621.
Cet ouvrage fut si bien reçu que Mariana fut poussé à le traduire en espagnol (la première partie en 1601 et le reste en 1609). L'Historiae de Mariana, bien qu'en partie non-critique, est estimée pour la rigueur de ses recherches, sa sagacité et son style.

## Des œuvres politiques et éthiques polémiques

### Sur les institutions royales
Parmi ses autres travaux, le plus remarqué fut le traité De rege et regis institutione (Sur le Roi et les institutions royales) publié en 1599. Cette œuvre de commande avait été rédigée à la demande des tuteurs des princes espagnols et payée sur la cassette de Philippe II, mais fut dédiée à Philippe III devenu roi entre-temps. L'œuvre fut bien accueillie en Espagne et surtout par le Roi qui voulait ainsi se poser en « père du peuple » proche de ses sujets. Il justifie moralement le tyrannicide, dans certaines circonstances exceptionnelles et si expression de la volonté populaire.
En revanche, en France, le livre fut très mal reçu parce qu'il pouvait servir dans les violents affrontements générés par les guerres de religion comme argument favorable aux régicides, d'abord protestants puis fanatiques catholiques de la Ligue. En effet, dans son sixième chapitre, la question de savoir s'il est légal d’assassiner un tyran est librement abordée et il y est répondu de manière affirmative, bien qu'assortie de multiples précautions et réserves.
Cette prise de position causa aux Jésuites de France de graves difficultés, tous se souvenant que dix ans auparavant le roi Henri III avait été assassiné par un religieux dominicain. Cette publication fut désapprouvée par le Supérieur général Claudio Acquaviva. Exprimant ses regrets, il ajouta que le texte serait remanié, ce qui fut fait dans l'édition de Mayence en 1605.
Mais, lorsque le roi Henri IV de France est à son tour assassiné (en mai 1610), une véritable tempête éclate contre les jésuites. Par ordre du Parlement de Paris, le livre est brûlé en place publique le 4 juillet 1610. Le Supérieur général interdit aux jésuites de défendre l’idée qu'il pouvait être licite de tuer un tyran. Malgré toutes les dénégations et prises de distance, la théorie de Mariana contribua beaucoup au développent de l’image du jésuite comme « comploteur ».

### Condamnation par l'Inquisition espagnole
Un volume titré Tractatus VII. theologici et historici publié par Mariana à Cologne en 1609 incluant en particulier un traité De morte et immortalitate, et un autre De mutatione monetae fut mis à l'Index le fait condamner au confinement par l'Inquisition.
Pendant son isolement, il composa un libelle critique sur l’ordre jésuite (auquel il appartenait). Trouvé dans ses papiers après sa mort, il fut publié sous le titre Discursus de erroribus qui in forma gubernationis societatis Jesu occurrunt à Bordeaux en 1625. Ce discours critique témoignait d'une inquiétude partagée par les jésuites espagnols de voir peu à peu le gouvernement de la Compagnie leur échapper. Mariana s'en prend sans nuance aux généraux jésuites qu'il juge de plus en plus autoritaires dans leur mode de gouvernement. Il leur reproche une sorte de mépris pour les missions les plus éloignées. Sa critique servit par ailleurs grandement les ennemis de la Compagnie et donna suffisamment d'arguments à Charles III pour bannir les Jésuites d'Espagne.

## Des travaux d'économie
Au vu des réformes monétaire de Philippe III, la situation monétaite du royaume d'Espagne se révèle critique et la population s'appauvrit violemment. Dans son traité De mutatione monetae (Sur l'altération de la monnaie), publié en 1609, Mariana critique vivement la politique royale qui se montre néfaste en raison de la loi de Gresham mais qui contrevient aussi au droit naturel car la dévaluation de la monnaie, s'apparentant à une taxation, doit être approuvée par le peuple, sous peine d'abuser du pouvoir royal et de devenir un tyran.
Dénonçant la politique du roi et raillant ses bénéfices, De mutatione monetae fut une œuvre qui suscita la controverse et valut à Mariana un procès pour lèse-majesté.